# Schamelsberg
Schamelsberg ist ein Gemeindeteil der Gemeinde Emtmannsberg im Landkreis Bayreuth (Oberfranken, Bayern). Die Gemarkung Schamelsberg hat eine Fläche von 2,915 km². Sie ist in 236 Flurstücke aufgeteilt, die eine durchschnittliche Fläche von 12350,00 m² haben. In ihr liegen neben dem namensgebenden Ort die Gemeindeteile Bühl und Hühl.

## Geografie
Das Dorf liegt in Hanglage östlich des Roten Mains und hat den Charakter einer Streusiedlung. Eine Gemeindeverbindungsstraße führt an Schlehenberg vorbei nach Wolfsbach zur Bundesstraße 2 (1,7 km westlich) bzw. an Pirschling vorbei nach Emtmannsberg (1,5 km südöstlich). Ein Anliegerweg führt nach Haselhöhe (0,7 km östlich).

## Geschichte
Gegen Ende des 18. Jahrhunderts bestand Schamelsberg aus 16 Anwesen (7 Sölden, 3 Viertelsölden, 6 Tropfhäuser). Die Hochgerichtsbarkeit stand dem bayreuthischen Stadtvogteiamt Creußen zu. Die Dorf- und Gemeindeherrschaft und Grundherrschaft über sämtliche Anwesen hatte das bayreuthische Verwalteramt Emtmannsberg.
Von 1797 bis 1810 unterstand der Ort dem Justiz- und Kammeramt Bayreuth. Nachdem im Jahr 1810 das Königreich Bayern das Fürstentum Bayreuth käuflich erworben hatte, wurde Schamelsberg bayerisch. Infolge des Ersten Gemeindeedikts wurde Schamelsberg dem 1812 gebildeten Steuerdistrikt Emtmannsberg zugewiesen. Zugleich entstand die Ruralgemeinde Schamelsberg, zu der Bühl, Hühl und Schlehenberg gehörten. Sie war in Verwaltung und Gerichtsbarkeit dem Landgericht Bayreuth zugeordnet und in der Finanzverwaltung dem Rentamt Bayreuth (1919 in Finanzamt Bayreuth umbenannt). Ab 1862 gehörte Schamelsberg zum Bezirksamt Bayreuth (1939 in Landkreis Bayreuth umbenannt). Die Gerichtsbarkeit blieb beim Landgericht Bayreuth (1879 in Amtsgericht Bayreuth umgewandelt). Die Gemeinde hatte 1964 eine Gebietsfläche von 3,003 km². Am 1. Oktober 1971 wurde die Gemeinde Schamelsberg nach Wolfsbach eingemeindet.

### Ehemaliges Baudenkmal
- Haus Nr. 19: Gastwirtschaft; ehemals vermutlich herrschaftliches Wirtschaftsgut. Ende des 18. Jahrhunderts; das ursprüngliche Fachwerkobergeschoss wurde in neuerer Zeit durch Quadermauer ersetzt. Zweigeschossiger Quaderbau. Vier zu zwei Erdgeschossfenster. Gurtgesims; rustizierte Ecklisenen. Im Erdgeschoss zwei Portale und die Fenster in kräftig profilierter, gekröpfter Rahmung. Portalschlussstein mit Jahreszahl „1798“, Monogramm und Krone.[10]

### Einwohnerentwicklung

#### Gemeinde Schamelsberg
| Jahr      | 1822  | 1840   | 1852   | 1855   | 1861   | 1867   | 1871   | 1875   | 1880   | 1885   | 1890   | 1895   | 1900   | 1905   | 1910   | 1919   | 1925   | 1933   | 1939   | 1946   | 1950   | 1952   | 1961  | 1970   |
| Einwohner | 172   | 171    | 176    | 161    | 166    | 163    | 152    | 143    | 153    | 164    | 151    | 148    | 138    | 120    | 119    | 118    | 113    | 123    | 107    | 138    | 131    | 128    | 104   | 110    |
| Häuser    | 23    |        |        |        |        |        | 26     |        |        | 24     | 25     |        | 23     |        |        |        | 23     |        |        |        | 23     |        | 23    |        |
| Quelle    | [ 7 ] | [ 12 ] | [ 12 ] | [ 12 ] | [ 13 ] | [ 14 ] | [ 15 ] | [ 16 ] | [ 17 ] | [ 18 ] | [ 19 ] | [ 12 ] | [ 20 ] | [ 12 ] | [ 21 ] | [ 12 ] | [ 22 ] | [ 12 ] | [ 12 ] | [ 12 ] | [ 23 ] | [ 12 ] | [ 8 ] | [ 24 ] |

#### Ort Schamelsberg
| Jahr      | 001819 | 001822 | 001861 | 001871 | 001885 | 001900 | 001925 | 001950 | 001961 | 001970 | 001987 |
| Einwohner | 122    | 144    | 137    | 129    | 136    | 111    | 88     | 102    | 84     | 94     | 95     |
| Häuser    |        | 19     |        |        | 20     | 19     | 19     | 19     | 19     |        | 27     |
| Quelle    | [ 25 ] | [ 7 ]  | [ 13 ] | [ 15 ] | [ 18 ] | [ 20 ] | [ 22 ] | [ 23 ] | [ 8 ]  | [ 24 ] | [ 1 ]  |

## Religion
Schamelsberg ist seit der Reformation evangelisch-lutherisch geprägt und war ursprünglich nach St. Laurentius (Neunkirchen am Main) gepfarrt. Seit dem 19. Jahrhundert ist die Pfarrei St. Bartholomäus (Emtmannsberg) zuständig.